# Barron Hilton
William Barron Hilton (Dallas, 23 de outubro de 1927 – Los Angeles, 19 de setembro de 2019) foi um empresário estadunidense. 
Foi o segundo filho de Conrad Hilton e Mary Adelaide Barron e avô da socialite Paris Hilton. Presidiu a Hilton Worldwide.
Morreu em 19 de setembro de 2019 aos 91 anos de idade.